# Polyptychia
Polyptychia är ett släkte av fjärilar. Polyptychia ingår i familjen tandspinnare.
Kladogram enligt Catalogue of Life:
| Polyptychia | \| \| Polyptychia ceronb \| \| \| \| \| \| Polyptychia fasciculosa \| \| \| \| \| \| Polyptychia unicolor \| \| \| \| |
|             | \| \| Polyptychia ceronb \| \| \| \| \| \| Polyptychia fasciculosa \| \| \| \| \| \| Polyptychia unicolor \| \| \| \| |
|             | Polyptychia ceronb |
|             | |
|             | Polyptychia fasciculosa                                                                                               |
|             | |
|             | Polyptychia unicolor                                                                                                  |
|             | |

## Bildgalleri

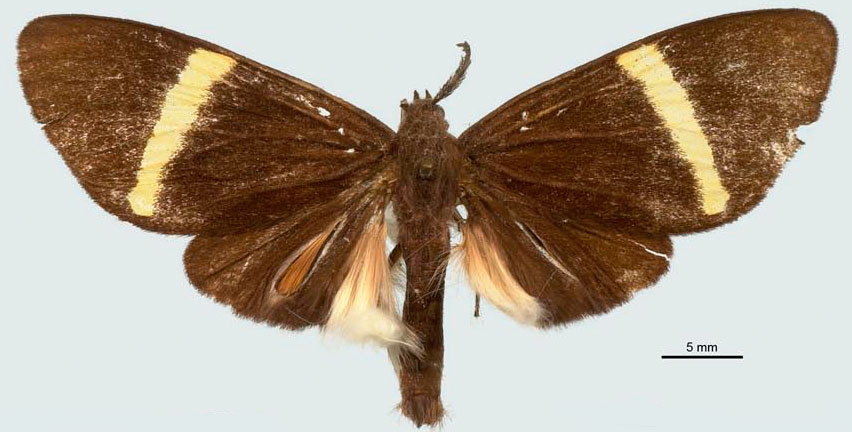
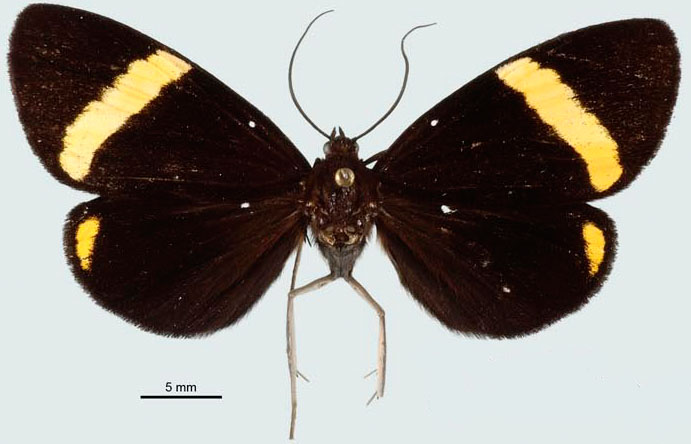
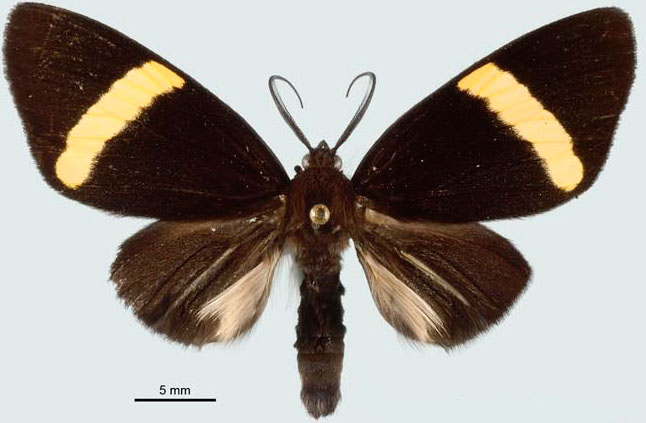